# 1298 в Україні

## Особи

### Померли
- Блаженна Іоланта Гелена Галицька — донька угорського короля Бели IV і Марії Ласкарини, великопольська княжна, католицька блаженна, праправнучка української княжни Єфросинії, доньки Великого князя Київського Мстислава Великого. Рідна тітка Короля Русі Юрія І (нар. бл. 1244).

## Пам'ятні дати та ювілеї
- 400 років з часу (898 рік):
  - Облоги Києва — нападу кочівників-угорців на чолі з ханом Алмошем на Київ в ході їх кочування на захід і попередній завоюванню батьківщини на Дунаї (з центром в Паннонії)[1].
  - першої писемної згадки про місто Галич[2][3][4] — колишньої столиці Галицько-Волинського князівства, наймогутнішої твердині на південно-західних давньоруських землях, а нині — центру Галицької міської громади Івано-Франківської області.
- 225 років з часу (1073 рік):

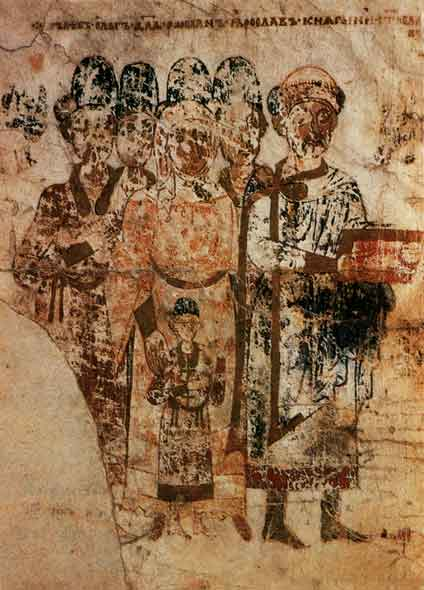
Зображення Святослава Ярославича в «Ізборнику» 1073 року

- - розпаду триумвірату в результаті захоплення великокняжого престолу Святославом Ярославичем (до 1076 року) за допомогою брата Всеволода[5].
  - укладення енциклопедичного збірника Ізборник Святослава[5].
- 125 років з часу (1173 рік):
  - другого походу великого князя володимирського Андрія Боголюбського на Київщину[6] та його розгромлення під Вишгородом українцями під командуванням Мстислава Ростиславича та луцького князя Ярослава Ізяславича, який після перемоги став великим київським князем[7].

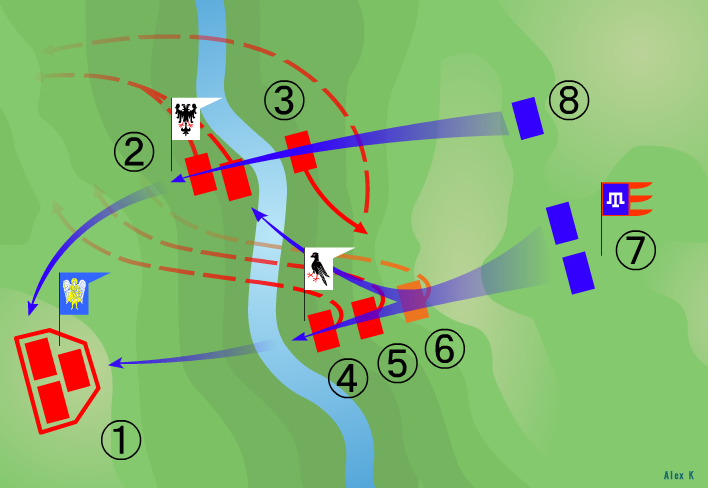
Уявний план битви на Калці за Іпатіївським літописом(31 травня 1223 року):1) Кияни Мстислава Романовича; 2) Чернігівці Мстислава Святославича; 3) Курчани Олега Святославича; 4) Галичани Мстислава Удатного; 5) Волинці Данила Романовича; 6) Половці Яруна; 7) Монголи Субедея і Джебе; 8) Бродники Плоскині.

- 75 років з часу (1223 рік):

- 31 травня — битви на річці Калка, коли монгольські війська під командуванням полководців Чингізхана Субедея Баатура і Джебе-нойона перемогли спільні війська руських князів, під керівництвом Мстислава Романовича Київського, Мстислава Мстиславича Галицького, Мстислава Святославича Чернігівського та половецького хана Котяна Сутоєвича.[9].

### Видатних особистостей

#### Народження
- 275 років з часу (1023 рік):
  - народження Анастасії Ярославни, королеви Угорщини (1046—1061 рр.) з династії Рюриковичів, дружини короля Андраша I; наймолодша дочка Ярослава Мудрого та Інгігерди, сестри королеви Франції Анни Ярославни та королеви Норвегії Єлизавети Ярославни (пом. 1074).

#### Смерті
- 225 років з часу (1073 рік):

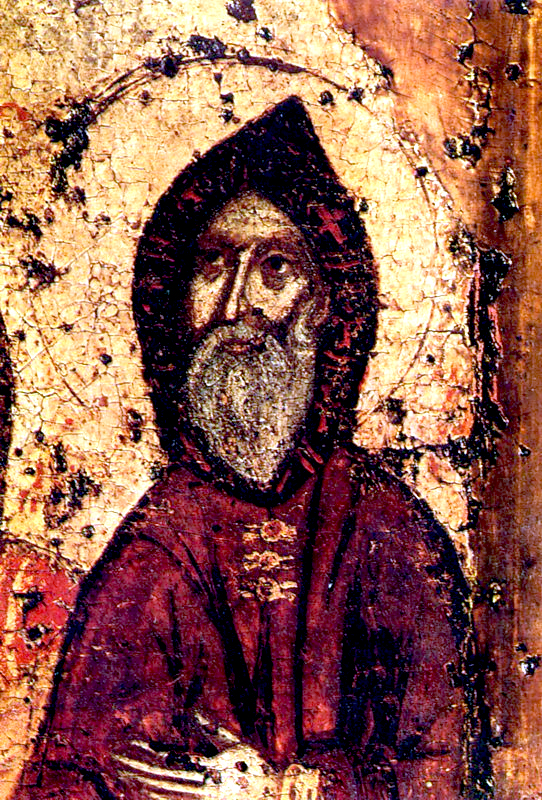
Фрагмент Свенської ікони Божої Матері

- - смерті Антонія Печерського, церковного діяча Русі-України, одного із засновників Києво-Печерського монастиря і будівничог Свято-Успенського собору (нар 983)[10][11];
- 200 років з часу (1098 рік):
  - смерті Єфре́ма II Переясла́вського — церковного діяча, святого XI–XII століть, митрополита Київського.
- 175 років з часу (1123 рік):
  - 1 серпня — смерті Давида Святославича — князя переяславського (1073—1076), князя муромського (1076—1093), князя смоленського (1093—1095 і 1096—1097), князя новгородського в (1094—1095), князя чернігівського (1097—1123). Середній з п'яти синів Великого князя Київського Святослава II Ярославича[12] (нар. бл.1050).
- 100 років з часу (1198 рік):
- смерті Ярослава Всеволодовича — чернігівського князя (1177—1198) з династії Ольговичів, другого сина великого князя київського і чернігівського князя Всеволода Ольговича і Марії, доньки Мстислава Великого (нар.. 1139).
- смерті Ники́фора ІІ — митрополита Київського та всієї України (1182—1198)[13]
- 75 років з часу (1223 рік):
- 31 травня:
  - смерті Василькп-Дмитра Мстиславича — князя козельського (1216–1223) з династії Рюриковичів, гілки Ольговичів.
  - смерті Ізясла́в І́нгваровича — останнього князя дорогобузького (1220—1223)[14]. Представника дому Волинських Мономаховичів із династії Рюриковичів.
  - смерті Мстислава Святославича — князя козельського (1201—1216) і чернігівського (1216 (?) — 1223) з династії Рюриковичів, гілки Ольговичів.
  - смерті Ю́рія (Аккубуля?) Кончако́вича — половецького хана. Сина Кончака, онука Атрака.
  - 1 червня — смерті Олександра Глібовича (Всеволодовича) — князя дубровицького з роду Ізяславичів турово-пінських.
  - 2 червня — смерті Мстисла́ва Рома́новича (Мстисла́ва Старого) — Великого князя Київського (1212—1223) (нар. 1156).
  - смерті Данила Кобяковича — половецького хана (придніпровських половців) (нар.. до 1183).